# 日本仏教文化研究所
一般社団法人日本仏教文化研究所（にほんぶっきょうぶんかけんきゅうじょ、英: Buddhism Institute of Japan）は、神奈川県大和市西鶴間に所在する一般社団法人。2022年設立。

## 沿革
- 2022年（令和4年）、設立。